# Екологічна ситуація в Маріуполі

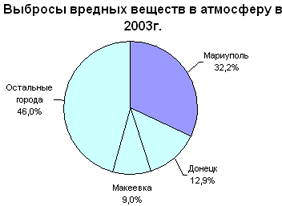
Маріуполь. Забруднення території. Місто в області. 2003

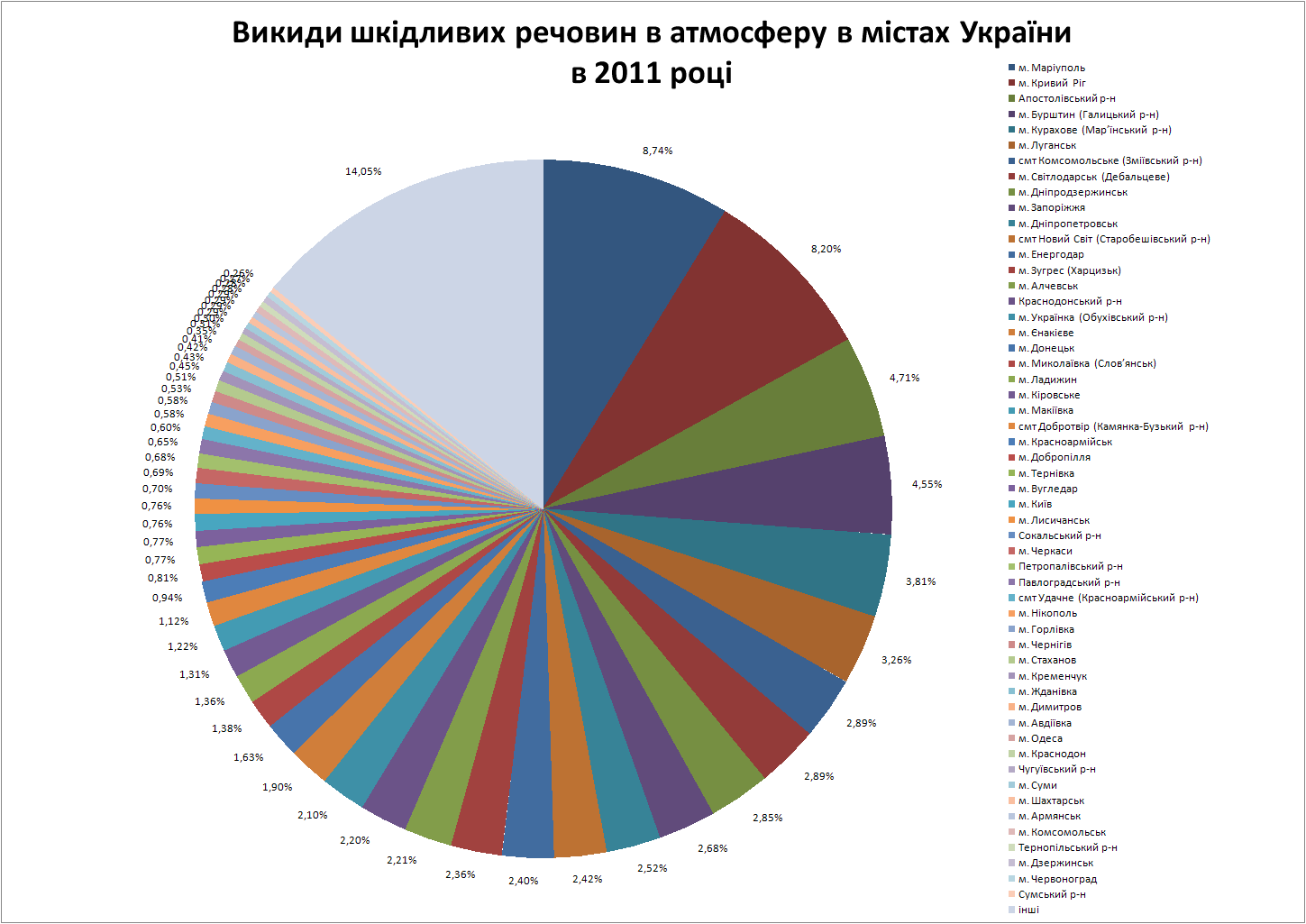
Маріуполь. Забруднення території. Місто в Україні. 2011

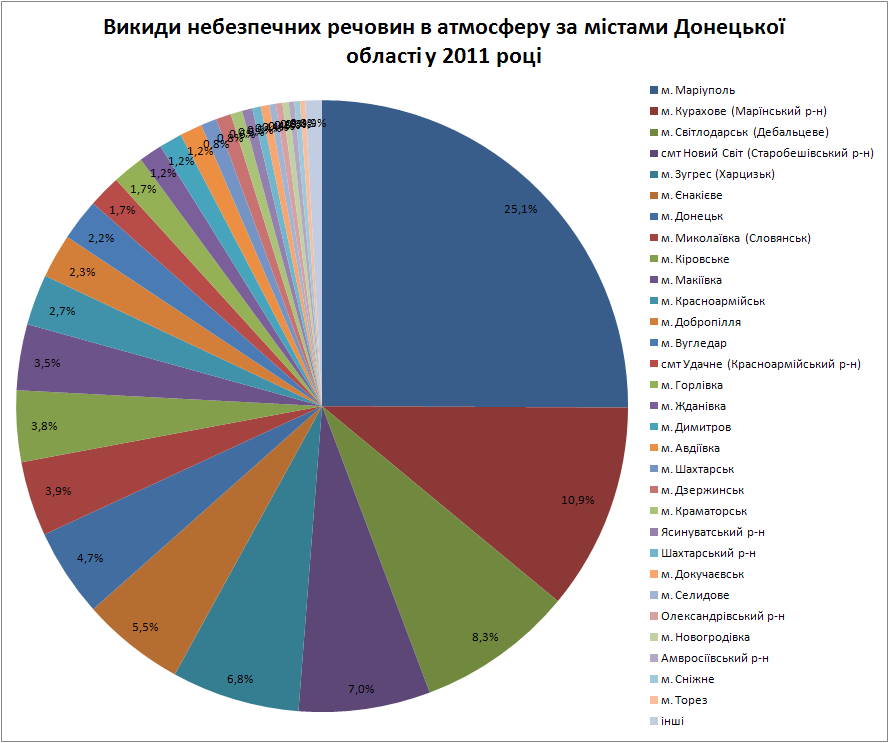
Маріуполь. Забруднення території. Місто в області. 2011

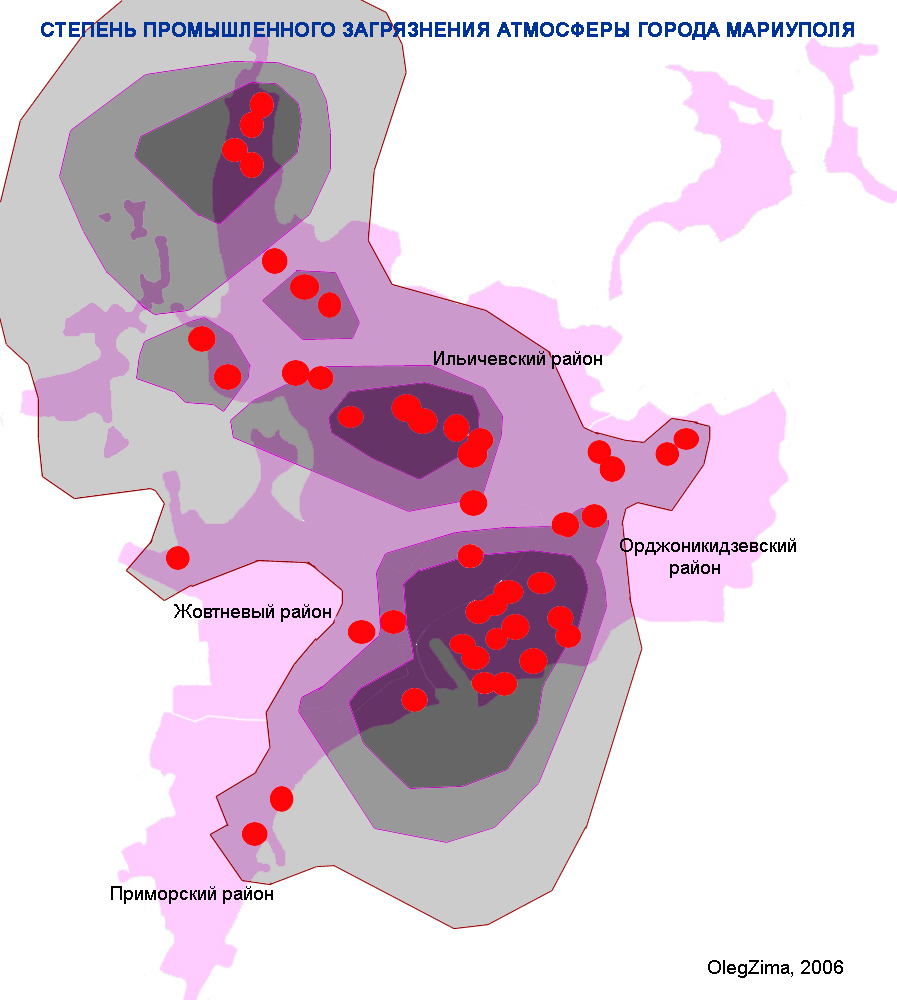
Стан забруднення атмосфери міста

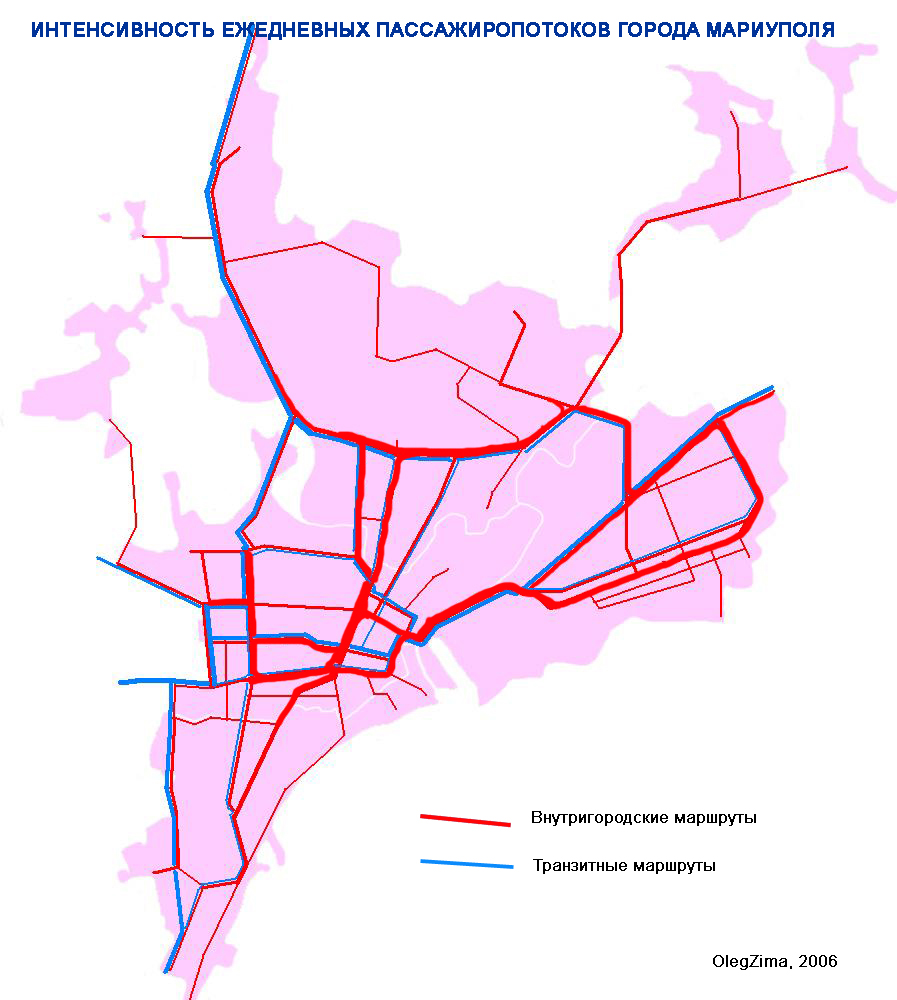
Інтенсивність пасажиропотоків Маріуполя

У зв'язку зі стабільною роботою більшості великих підприємств, місто постійно стикається з екологічними проблемами. Наприкінці 70-х років XX століття Жданов (Маріуполь) за кількістю промислових викидів в атмосферу займав 3-є місце в СРСР (після Новокузнецьку й Магнітогорську). В 1989 році всіма підприємствами міста викидалося в атмосферу через 5 215 джерел забруднення 752,9 тис. тонн шкідливих речовин на рік (близько 98 % доводилося на металургійні комбінати й «Маркохім»). У 2003 році цей показник склав 401,6 тис. тонн.
З 316,4 тис. тонн викинутих шкідливих речовин (у тому числі твердих - 11,0 % - 34,9 тис. тонн, газоподібних - 89,0 % - 281,5 тис. тонн) підприємствами міста в 1999 році припадало:
- 69,2 % - 218,8 тис. тонн на Маріупольський металургійний комбінат імені Ілліча;
- 26,9 % - 85,2 тис. тонн на Металургійний комбінат «Азовсталь»;
- 3,0 % - 9,5 тис. тонн на Маріупольський коксохімічний завод «Маркохім»;
- 0,9 % - 2,9 тис. тонн на інші підприємства.

У тім же 1999 року підприємствами міста було скинуто у водойми (річки Кальчик, Кальміус, Азовське море) 885,0 млн м³ стічних вод (у тому числі 403,9 млн м³ забруднених стічних вод), у тому числі:
- 87,1 % - 770,5 млн м³ на Металургійний комбінат «Азовсталь», у тому числі 357,9 млн м³ - забруднених;
- 5,1 % - 45,5 млн м³ на Маріупольський металургійний комбінат імені Ілліча;

В 1999 році утворено промислових відходів I-IV класів - 8,5 млн тонн, у тому числі:
- 62,9 % - 5,35 млн тонн - Маріупольський металургійний комбінат імені Ілліча;
- 38,8 % - 3,3 млн тонн - Металургійний комбінат «Азовсталь»;
- 0,6 % - 50,6 тис. тонн - Маріупольський коксохімічний завод «Маркохім».

Навіть у період деякого ослаблення активності промисловості в державі (середина 90-х років XX століття) гранично-припустима концентрація (ГПК) багатьох забруднювачів навколишнього середовища було перевищено:
- для аміаку в 1,3 рази
- для фенолу в 1,3 рази
- для формальдегіду в 2,0 рази

У житлових районах, що безпосередньо примикають до промислових гігантів, концентрація бензапірену (канцероген) коливається в межах 6-9 ГПК, фтористого водню, аміаку, формальдегіду - 2-3,5 ГПК, пилу, окислів вуглецю, сірководню - 6-8 ГПК, двоокису азоту - 2-3 ГПК. Були зафіксовано випадки перевищення ГПК по фенолу в 17 (!) разів, а бензапірену до 13-14 разів.
Не зовсім продумане розташування ділянок для будівництва Азовсталі і Маркохіму (передбачалася економія в транспортних витратах, як під час будівництва в 30-х роках, так і під час наступної експлуатації) призвело до того, що відповідно до рози вітрів, всі викиди, головним чином, відносяться до центральних районів Маріуполя. Трохи рятує положення висока інтенсивність цих вітрів і географічна «рівність» рельєфу, що не дозволяє довгий час скопичуватися забруднювачам.
Пилогазові викиди підприємств формують над містом важке темно-фіолетове марево, що містить шкідливі домішки в концентраціях, у багато разів перевищуючі гранично припустимі. Місто розташоване на піднесеній слабохвилястої рівнині, що обривається до моря крутим уступом. Рельєф місцевості й наявність постійних вітрів (узимку - бору, улітку - бриз) забезпечує гарну провітрюваність території міста й розсіювання пилогазових викидів. У той же час при вітрі підсилюється запилювання численних відвалів промислових відходів, піщаних і еродованих ділянок ґрунтового покриву.
У тяжкому становищі перебуває й Азовське море поблизу міста. Улов риби по всьому морю скоротився за останні 30-40 років у кілька разів. Море в районі Маріуполя темно-бурого кольору, особливо в центральній частині набережної, де впадає річка Кальміус, стік якої, як і стік її правобережного припливу річки Кальчик, на 70-80 % сформований із шахтних і стічних вод. У Таганрозьку затоку попадають міські стічні води Маріуполя і його найбільших промислових підприємств, що мають самостійні випуски. На якість морської води в Таганрозькій затоці несприятливо позначається прибережна морська течія, що формується під впливом стоку річки Дон. Плин відносить забруднені води Дону й стічні води Таганрога на захід, убік Маріуполя. Прозорість морської води в районі Маріуполя знижується до 0,5 метри, у той час як у відкритій частині Азовського моря прозорість води становить 8 метрів. Азовське море є внутрішнім морем. Процеси водообміну, a, отже, і процеси самоочищення йдуть у ньому досить уповільнено. Період водообміну Азовського моря становить 60-80 років.
Стік Кальміусу й скидання стічних вод підприємств Маріуполя приводять до зниження змісту кисню в придонному шарі моря практично до нуля, особливо в літню пору. Це викликає періодичні замори риби. Замори підсилюються в післеповеневий період, коли з підвищенням швидкості й інтенсивності прибережної морської течії із дна мілководдя піднімається накопичений за багато років великий шар донних відкладень техногенного походження. В акваторії Таганрозької затоки іржавіють численні кістяки кинутих морських суден.
Територія міста, особливо його прибережна частина, захаращена залишками металевих конструкцій і смітниками виробничих відходів, пересічена численними залізничними під'їзними коліями. Багато робиться в Маріуполі для утилізації промислових відходів. На базі переробки доменних шлаків створене виробництво будівельних матеріалів і виробів. Однак обсяг нагромадження промислових відходів продовжує рости й досяг уже 2,5 млрд т. Незважаючи на досить важку екологічну обстановку Маріуполь надалі залишається кліматичним і бальнеологічним курортом.
У природоохоронну діяльність провідні підприємства Маріуполя вкладають мільйони гривень, але цього виявляється недостатньо для того, щоб розв'язати екологічні проблеми, накопичені в місті роками.